# 1941 en Nouvelle-Écosse
Chronologie de la Nouvelle-Écosse
- 1937
- 1938
- 1939
- 1940
- 1941
- 1942
- 1943
- 1944
- 1945

Cette page concerne des événements survenus en 1941 dans la province canadienne de Nouvelle-Écosse.

## Politique
- Premier ministre : Alexander S. MacMillan
- Chef de l'Opposition :
- Lieutenant-gouverneur : Frederick Francis Mathers
- Législature :